# Élections législatives grecques de 1895

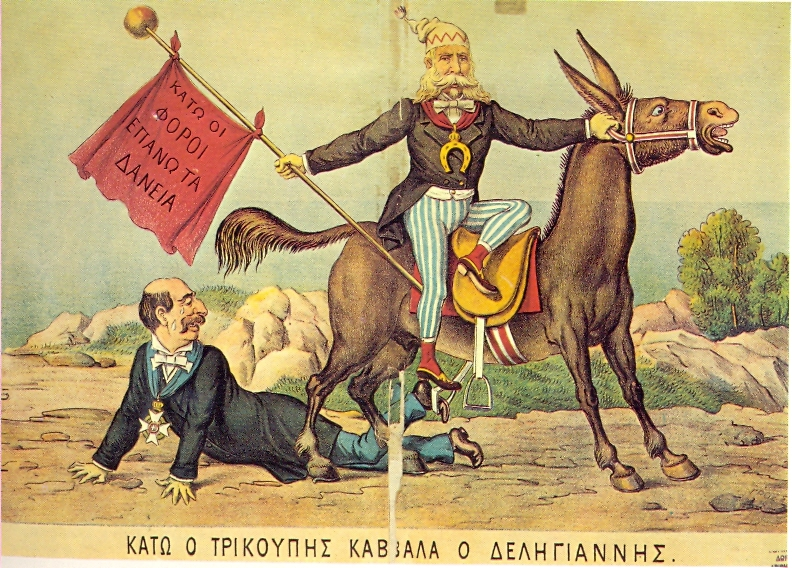
Affiche satirique grecque de 1895 représentant Diligiannis et Trikoupis (1895).

Les élections législatives grecques anticipées du 16 avril 1895 élurent les membres du parlement grec. Les partisans de Theódoros Deligiánnis arrivèrent en tête ; leur leader devint Premier ministre en juin.

## Fonctionnement du scrutin
Conformément à la constitution de 1864, les élections se déroulèrent au suffrage masculin direct et secret. Depuis 1877, hormis quelques exceptions, tous les hommes de plus de 21 ans étaient électeurs. Les députés étaient répartis en proportion de la population de la province : un député pour 10 000 habitants ; avec un minimum de 150 députés. Une loi de 1862 stipulait de plus que les Grecs « hétérochtones » (vivant hors des frontières du pays, à l'inverse des « autochtones » vivant à l'intérieur) étaient aussi électeurs.
Les députés étaient élus à la majorité absolue, au niveau provincial. Chaque électeur disposait d'autant de votes qu'il y avait de candidats. Les électeurs, la plupart analphabètes, ne votaient pas avec des bulletins, mais avec des boules de plomb. Il y avait autant d'urnes qu'il y avait de candidats. L'électeur glissait la main dans l'urne et plaçait sa boule soit à droite (partie blanche, inscrite « oui »), soit à gauche (partie noire, inscrite « non »). Les urnes étaient en acier recouvert de laine pour éviter qu'un bruit quelconque informe de la façon dont l'électeur avait voté. Le député qui avait obtenu la majorité (en principe), mais proportionnellement le plus de voix (dans la réalité) était élu.

## Contexte
L'endettement de la Grèce à la suite de la politique de modernisation du gouvernement Trikoupis s'était accrue. En 1893, il avait dû réduire la dette extérieure à 30 % de son montant, mécontentant les créanciers occidentaux, principalement allemands, qui firent tout pour empêcher Trikoupis de poursuivre sa politique.

## Résultats
Les partis étaient alors plutôt identifiés par le nom de leur chef de file.
Il y avait 207 sièges à pourvoir. Les partisans de Theódoros Deligiánnis arrivèrent largement en tête avec 150 sièges (72,5 % de l'assemblée), loin devant les partisans de Charílaos Trikoúpis ou Nouveau Parti (20 sièges, moins de 10 % du parlement), et ceux de Dimítrios Rállis (20 sièges, moins de 10 % du parlement). Theódoros Deligiánnis devint Premier ministre. Charílaos Trikoúpis mit fin à sa carrière politique et partit en exil en France où il mourut l'année suivante.
| Partisans de Theódoros Deligiánnis                          | 150 |
| Partisans de Charílaos Trikoúpis ou Nouveau Parti           | 20  |
| Partisans de Dimítrios Rállis                               | 20  |
| Partisans de Leonídas Deligeórgis                           | 6   |
| Partisans de Constantin Carapanos                           | 4   |
| Indépendants                                                | 7   |
| Total                                                       | 207 |
| Source : Pantelis, Koutsoubinas, Gerapetritis, 2010, p. 855 |     |